# Gabriel IV de Constantinople

Gabriel IV de Constantinople (en grec : Γαβριήλ Δ΄) fut patriarche de Constantinople du 8 octobre 1780 au 29 juin 1785.
Il est né à Smyrne dans une famille de l'aristocratie. Il fut évêque des îles Ayvalik (en) et plus tard un évêque métropolite à Ioannina. En avril 1771, il devint métropolite de Old Patras.
Il fut élu patriarche de Constantinople en 1780. Il publia en 1784 le Typikon du mont Athos, qui en découpait les domaines administratifs et exécutifs.